# Lolol

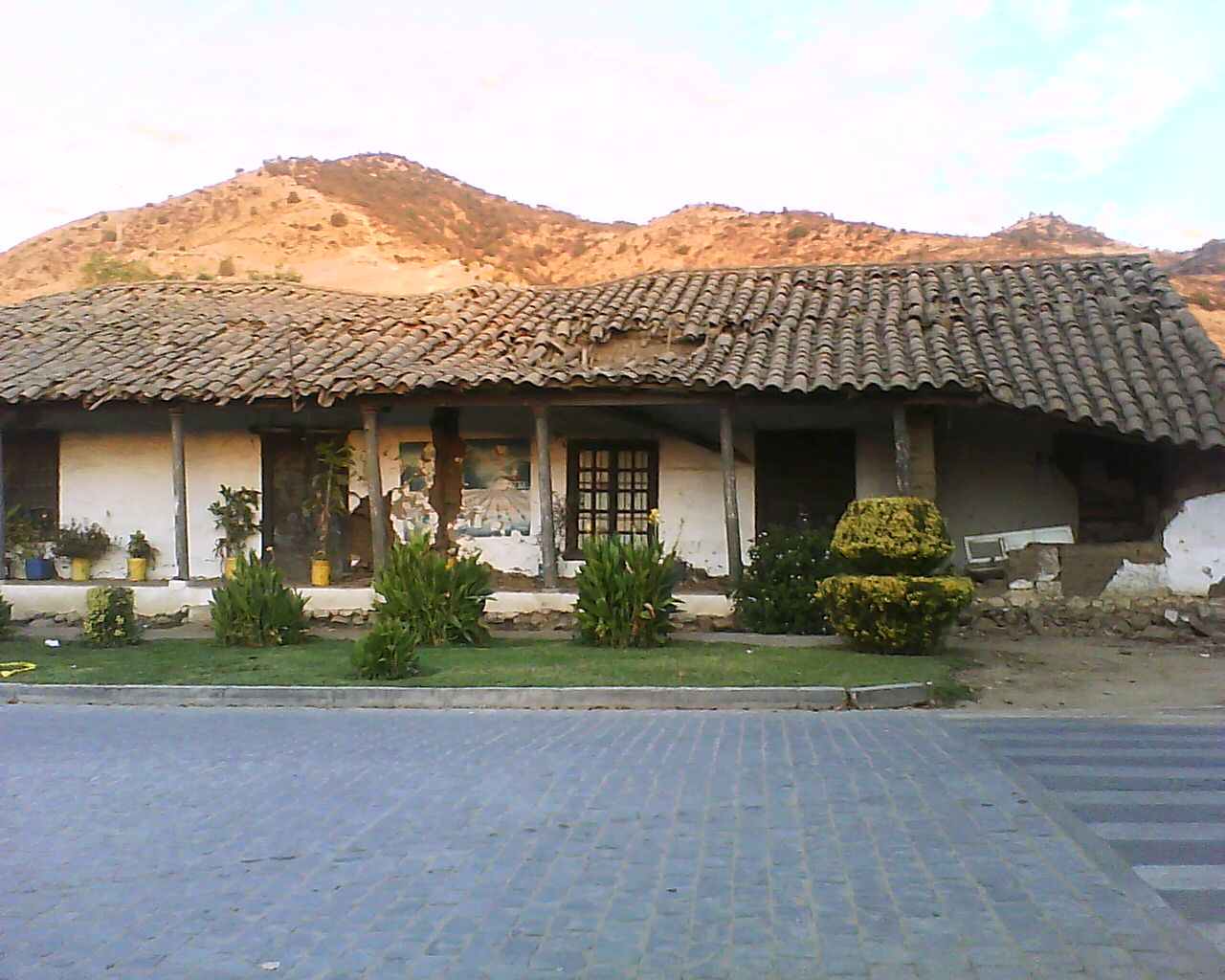
Domy w historycznym centrum Lolol zniszczone w 2010 roku przez trzęsienie ziemi.

Lolol (język Mapudungun: kraj krabów i dziur) – chilijska gmina i miasteczko w prowincji Kolczagua, w regionie O’Higgins. Lolol został założony w 1830.

## Historia
W XVII wieku założono kilka hacjend w Dolinie Kolczagua; były tam wielkie ziemie, które król Hiszpanii nadał swym konkwistadorom. Po uzyskaniu niepodległości przez Chile w 1818 na terenie Lolol zbudowano kilka pałaców, z których część stoi do dzisiaj i stanowi ważną część lokalnej turystyki. Natomiast w późniejszych czasach (XIX wiek – połowa XX w.) hacjenda Lolol i hacjenda Santa Teresa de Quiahue (na północny zachód od Lolol) stały istotną częścią lokalnej ekonomii.
W 2003 środek Lolol został uznany za Narodowy Zabytek Chile, w kategorii Typowa i Malownicza strefa w celu zachowania jego struktur kolonialnych, kultur i tradycji.

## Demografia
Według spisu Narodowego Instytutu Statystycznego z 2002 Lolol rozciąga się na obszarze 596,9 km², ma 6191 mieszkańców (3235 mężczyzn i 2956 kobiet), z czego 2118 (34,2%) żyje na obszarach zurbanizowanych, a 4073 (65,8%) na obszarach wiejskich. Populacja urosła o 4,2% (247 osób) od spisu w roku 1992.

## Administracja
Jako gmina Lolol jest trzecim poziomem podziału administracyjnego Chile, zarządzanym przez radę gminy, na czele której stoi alkad wybierany bezpośrednio na cztery lata.